# Hilda Theobald
Hilda Theobald (1901–1985) foi uma notável artista britânica que trabalhou como modeladora e escultora de bustos.

## Biografia
Theobald nasceu em Soham, em Cambridgeshire, e estudou na St Edmund's School em Hunstanton. A sua mãe era uma mulher local de Cambridgeshire e o seu pai, que era originalmente de Norfolk, era um fazendeiro. Embora ela não tivesse nenhuma formação formal em arte, o interesse pela pintura em aquarela levou Theobald a frequentar aulas nas manhãs de sábado na Escola de Arte de Norwich, onde aprendeu técnicas de modelagem em argila. Com o passar do tempo Theobald começou a moldar as suas próprias esculturas, muitas vezes cabeças e bustos de retratos, em resina, bronze e prata. Ela morou em East Dereham e fez várias exposições individuais na região de Norfolk e East Anglia e, a partir da década de 1940, participou nas exposições Norfolk e Norwich Art Circle. Exemplares do seu trabalho incluem uma fonte com quatro painéis de prata para uma igreja em Toftwood, uma escultura numa igreja em Great Snoring, um busto de bronze para uma loja em High Wycombe e bustos de retratos para colecções no Texas, Quénia e Alemanha.